# Stazione di Pozzallo
La stazione di Pozzallo è una stazione ferroviaria posta sulla linea Caltanissetta Xirbi-Gela-Siracusa. Serve il centro abitato di Pozzallo. La stazione sorge alla periferia della città, a pochi metri da via Mazzini e a circa 1 km dal centro storico. Di fronte l'ingresso della stazione sorge l'ex distilleria Giuffrida, una vecchia fabbrica ormai dismessa dagli anni '60.
La stazione è attualmente, tra quelle in esercizio sulla rete ferroviaria nazionale di RFI, la più meridionale d'Italia, e limitatamente alla rete ferroviaria in scartamento normale anche d'Europa, a seguito alla chiusura della stazione di Pachino avvenuta nel 1986.
La stazione è stata oggetto di interventi di potenziamento tecnologico e infrastrutturale nel 2017. A seguire nel 2020 sono stati realizzati interventi di riqualificazione del corpo centrale, con la ristrutturazione dei locali interni in passato adibiti a sala d'attesa, mentre al binario 1 è stata installata una pensilina per i viaggiatori.
Nei giorni feriali vi transitano circa 12 treni al giorno.

## Storia

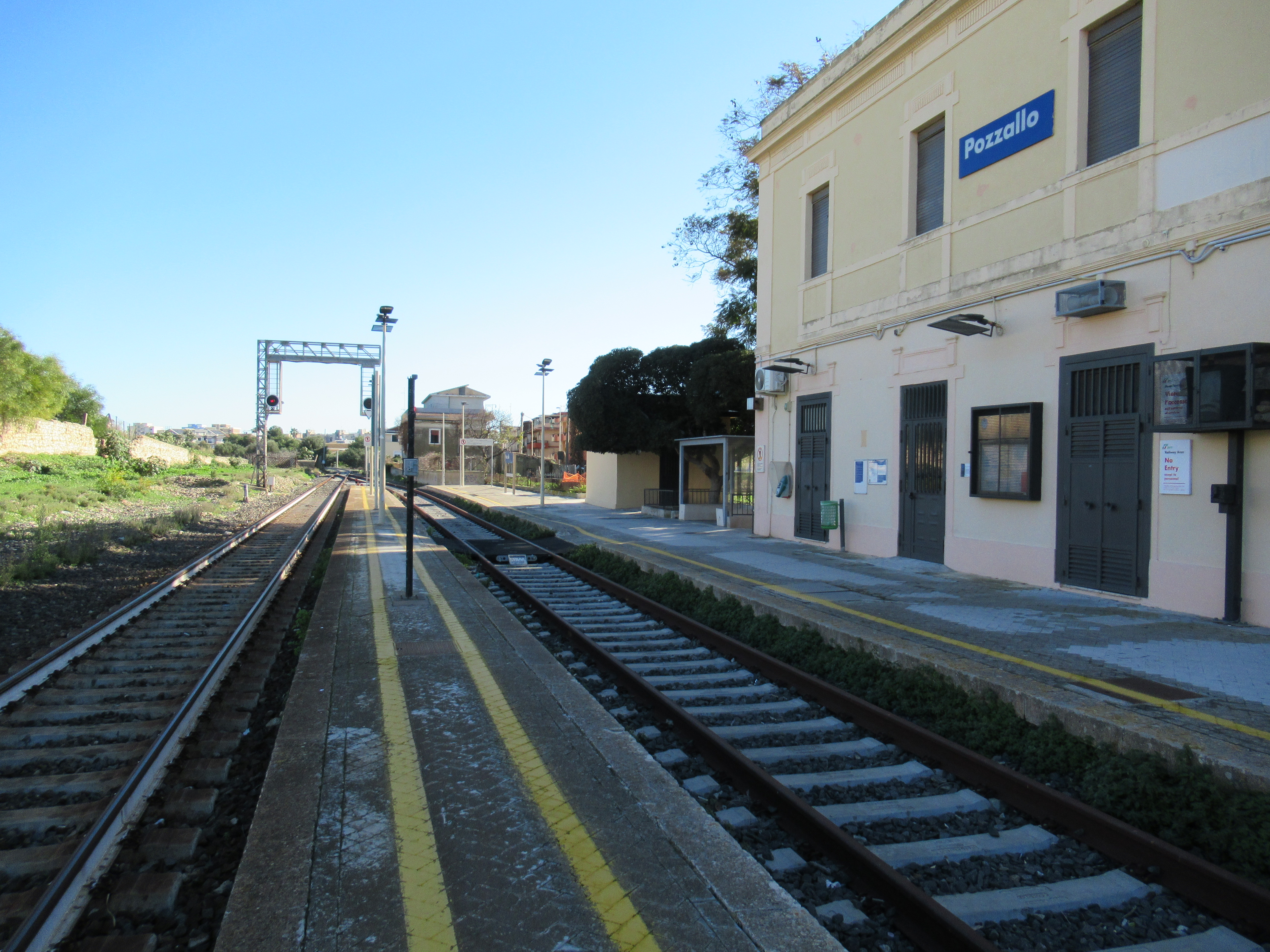
Il marciapiede dal binario 2

La stazione di Pozzallo entrò in servizio il 23 dicembre 1891, all'attivazione del tronco ferroviario da Noto a Modica. 

## Curiosità
- Essendo la stazione in esercizio posta più a "sud" d'Italia, è sovente meta di appassionati di ferrovia
- Lo scrittore Fabio Bertino, appassionato di viaggi in treno, terminò in questa stazione, essendo come detto la più meridionale d'italia, un lungo viaggio usando solamente treni categorizzati come "Regionali", durato ben 4 mesi (come da lui stesso dichiarato)[3], iniziato alla stazione di Brennero che invece al contrato di Pozzallo, è la stazione più settentrionale della rete RFI, ed attraversando l'intera penisola italiana. L'intero viaggio, è stato raccontato dall'autore nel suo libro “Italia ad altra velocità. In viaggio dal Brennero alla Sicilia con i treni regionali” edito da IBS[4].